# HMS Inflexible (1907)
HMS Inflexible byl bitevní křižník třídy Invincible, sloužící v britském královském námořnictvu v letech 1908–1920. Zúčastnil se mnoha velkých akcí první světové války, mimo jiné bitvy u Falklandských ostrovů, bitvy o Gallipoli a bitvy u Jutska. V roce 1920 byl vyřazen pro zastaralost a v roce 1922 sešrotován.

## Stavba

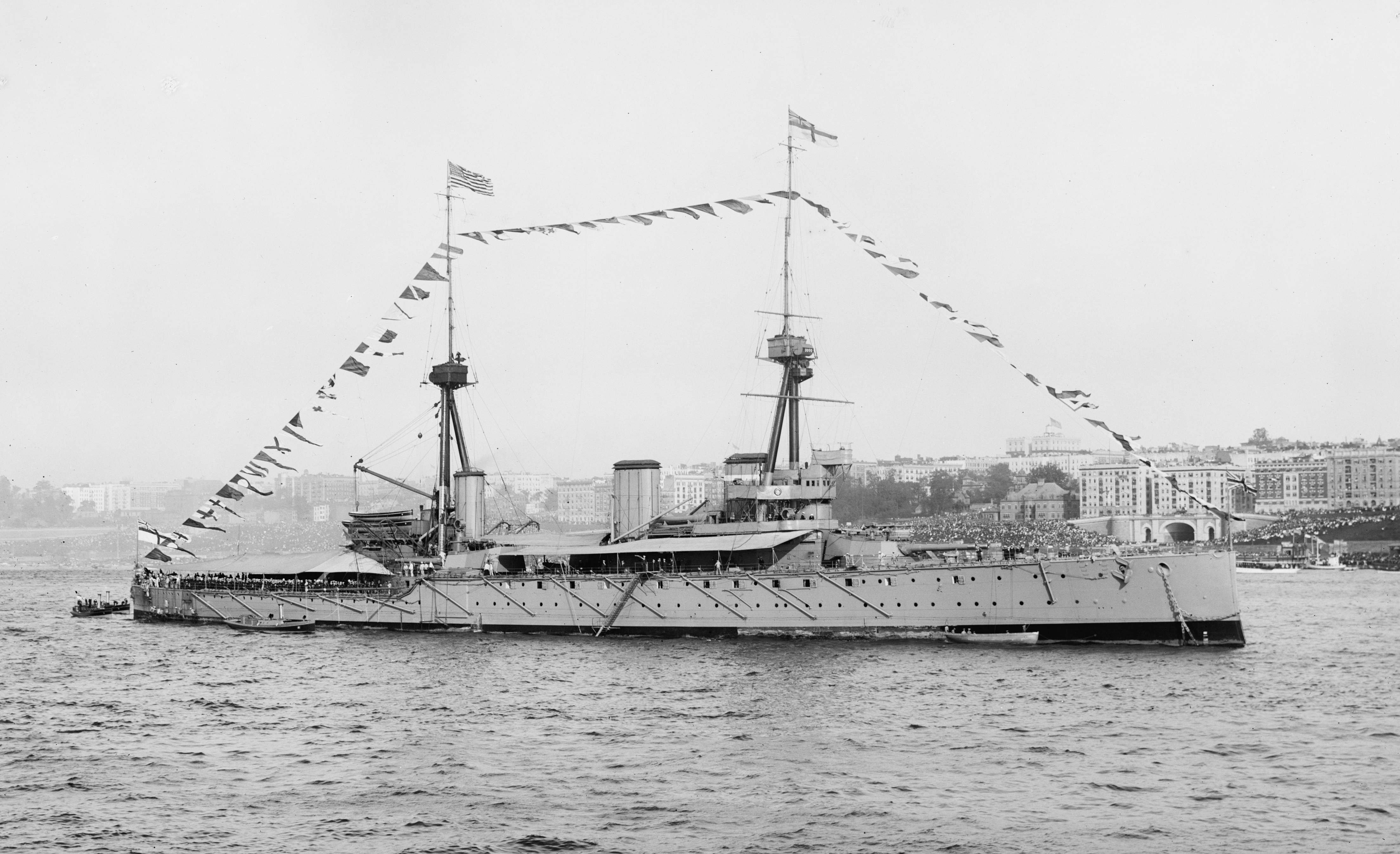
Inflexible v roce 1909

Po dostavbě britských pancéřových křižníků třída Minotaur vedení námořnictva uvažovalo o stavbě nové třídy o něco větších křižníků stejného typu. Plán však zcela změnila stavba koncepčně převratné bitevní lodě kategorie dreadnought – HMS Dreadnought, která dosavadní bitevní lodě učinila okamžitě zastaralými. Loď byla tak převratná, že všechny lodě před ní se začaly nazývat predreadnoughty. Tím pádem se začala během stavby rychle měnit konstrukce HMS Inflexible, vzniknout měla plavidla rychlá a silně vyzbrojená. Stavba probíhala v loděnicic John&Brown Company na řece Clyde. Loď byla na vodu spuštěna 5. února 1906, poprvé ale vyplula až 26. ledna 1907. Do služby vstoupila 20. října 1908. Nakonec byla přidělena k severní divizi Home Fleet.

## Operační služba

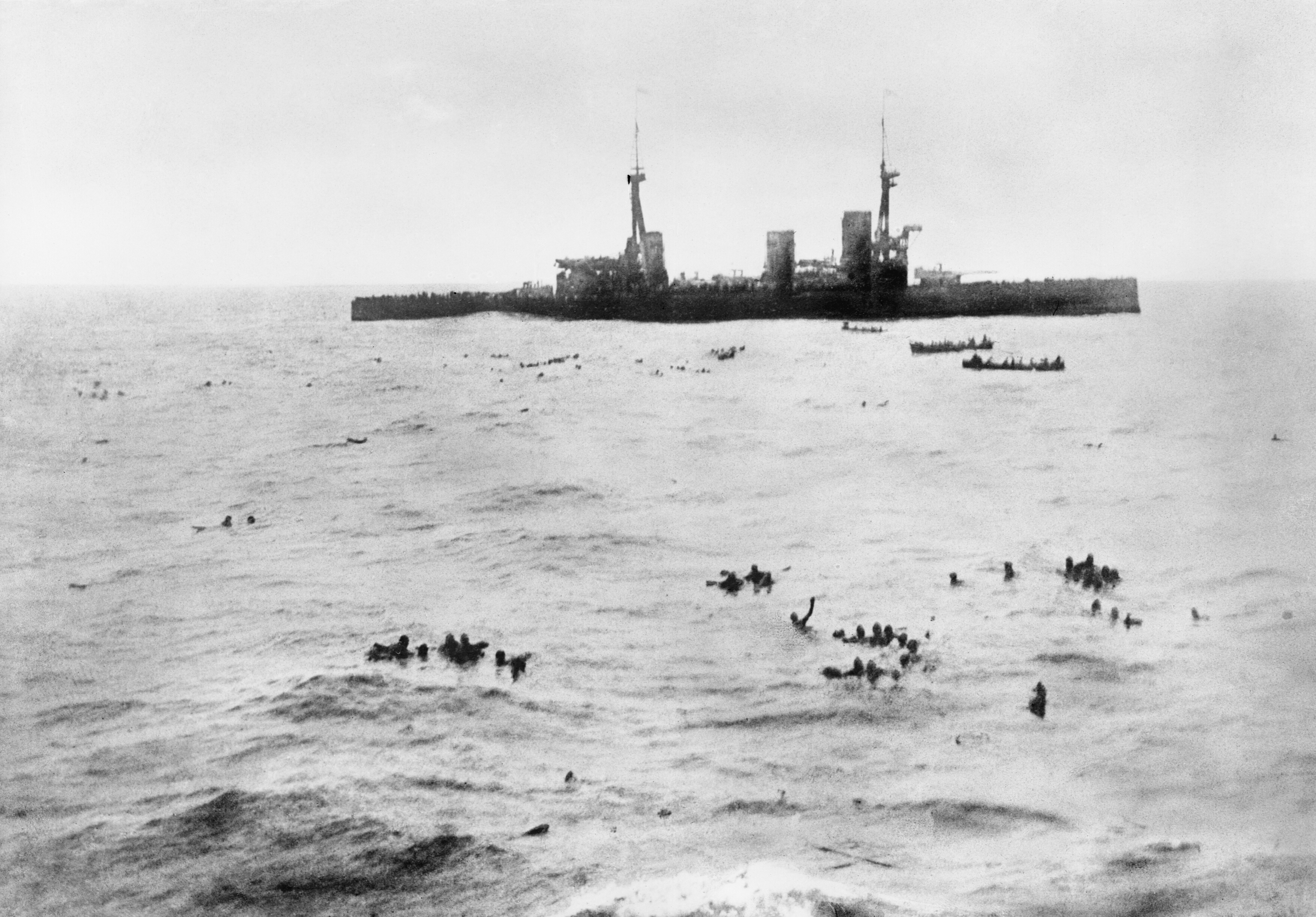
Inflexible a němečtí trosečníci z křižníku SMS Gneisenau potopeného v bitvě u Falklandských ostrovů

Po dokončení stavby v roce 1907 a uvedení do služby v roce 1908, byla převelena do britské Středomořské flotily. Společně se svou sesterskou lodí HMS Indomitable a s HMS Indefatigable, se zúčastnila pronásledování německého bitevního křižníku SMS Goeben a lehkého křižníku SMS Breslau, které skončilo uniknutím obou německých plavidel do Osmanské říše. Po převelení do Jižní Ameriky se loď, společně s HMS Invincible a několika dalšími loděmi, střetla s německou východoasijskou eskadrou v bitvě u Falklandských ostrovů. Loď v bitvě přispěla k potopení pancéřových křižníků SMS Scharnhorst a SMS Gneisenau. Bitva skončila jednoznačným britským vítězstvím. Později byl Inflexible poslán bombardovat turecké pevnosti v Dardanelách, ale při manévrování najel na minu a jen díky najetí na pevninu se jej podařilo zachránit. Po této události byl opravován na Maltě a následně v Gibraltaru, než se vrátil znovu do služby, a to přímo do bitvy u Jutska. V bitvě, ve které byla potopena sesterská loď Invincible, Inflexible poškodil německý bitevní křižník SMS Lützow. Po válce byla loď odepsána jako zastaralá a roku 1922 byla sešrotována.